# Diogenesia octandra
Diogenesia octandra är en ljungväxtart som beskrevs av Herman Otto Sleumer. Diogenesia octandra ingår i släktet Diogenesia och familjen ljungväxter. Inga underarter finns listade i Catalogue of Life.